# 3944 Halliday
3944 Halliday (1981 WP1) là một tiểu hành tinh vành đai chính được phát hiện ngày 24 tháng 11 năm 1981 bởi Bowell, E. ở Flagstaff (AM).